# Kukuljar
Koordinati:   43°45′36″N, 15°38′01″E
Kukuljar je majhen nenaseljen otoček v Jadranskem morju. Pripada Hrvaški.
Otoček, na katerem stoji svetilnik, leži pred zalivom Sv. Nikola, okoli 1,5 km
južno od otoka Murter. Površina otočka je manjša od 0,01 km².
Iz pomorske karte je razvidno, da svetilnik oddaja svetlobni signal: B Bl 5s. Nazivni domet svetilnika je 20 milj.